# Meister der Santa Verdiana

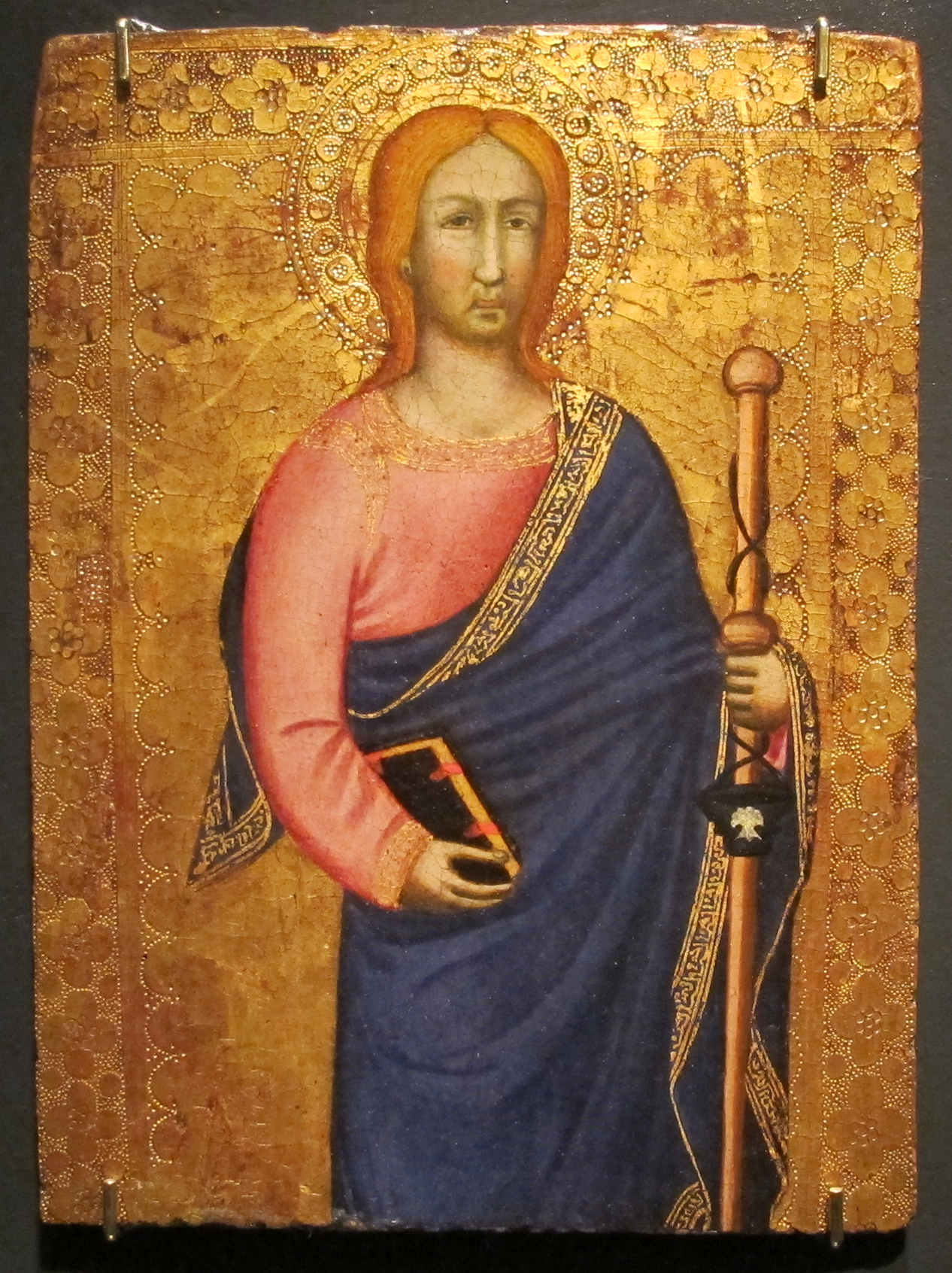
Meister der Santa Verdiana: St. Jacobus. Florenz, um 1400

Als Meister der Santa Verdiana wird ein Maler der italienischen Frührenaissance bezeichnet, der um 1400 in Florenz (Italien) tätig war. Dem namentlich nicht bekannten Künstler werden durch Stilvergleich fast vierzig Bilder zugeordnet. Die Untersuchung seines Werkes kann schon deswegen als wichtiger Beitrag zur kunsthistorischen Erforschung der florentinischen Malerei des frühen 15. Jahrhunderts betrachtet werden.
Der Meister ist nach einem seiner Bilder benannt, das er für die Kirche Santa Verdiana in Florenz erstellte und das eine Madonna mit Kind darstellt.
Es wurde vorgeschlagen, dass der Meister der Santa Verdiana mit Tommaso del Mazza identisch ist. Dieser Maler war um 1370 in der Werkstatt des bedeutenden florentinischen Malers, Bildhauers und Architekten Andrea Orcagna und dessen Bruder Jacopo tätig.
Die Bilder des Meisters der Santa Verdiana haben meist einen Hintergrund aus Gold. Sie zeigen oft Heilige in fast erstarrter Haltung, womit der Meister eher symbolische Darstellung als eine naturgetreue Wiedergabe einer Person anstrebt.